# Le Monestier-du-Percy
Le Monestier-du-Percy is een gemeente in het Franse departement Isère (regio Auvergne-Rhône-Alpes) en telt 166 inwoners (1999). De plaats maakt deel uit van het arrondissement Grenoble.

## Geografie
De oppervlakte van Le Monestier-du-Percy bedraagt 15,1 km², de bevolkingsdichtheid is 11,0 inwoners per km².
De onderstaande kaart toont de ligging van Le Monestier-du-Percy met de belangrijkste infrastructuur en aangrenzende gemeenten.

## Demografie
Onderstaande figuur toont het verloop van het inwonertal (bron: INSEE-tellingen).

## Geboren
- Nans Peters (1994), wielrenner